# Història del tennis de taula a Catalunya
Breu història del tennis de taula a Catalunya.

## Història

### Inicis del tennis taula a Catalunya
A Catalunya es començà a jugar a tennis taula a la dècada de 1920 als clubs tennístics com el Barcelona, el Polo, el Turó, la Pompeia o el Barcino, o entitats com el London Club, la Federació de Joves Cristians o la Federació Catalana d'Estudiants Catòlics.
És a la dècada de 1930 quan aquest esport comença a ordenar-se i organitzar-se. Durant aquesta dècada neixen els primers clubs, el 1930 es funda el Calella PPC (per Ramon Farran). El 20 de novembre de 1931 un grup d'estudiants de la FCEC fundà el Club de 7 a 9 (1931). El febrer del 1933, al cafè Tívoli de Barcelona, es fundà el Tívoli PPC. A aquests els seguiren el Pink's Club (1936, més tard anomenat Club Ariel), Riber, Dinàmic, Sotrak's Club, Penya Dandys de Sant Cugat i CPP Badalona. El 1933 s'organitzen els primers campionats de Catalunya per equips amb la victòria de la Penya Drive. El 1935 es fundà la Federació Catalana de Ping-Pong, sota la presidència de Ramon Farran.

### Desenvolupament i consolidació

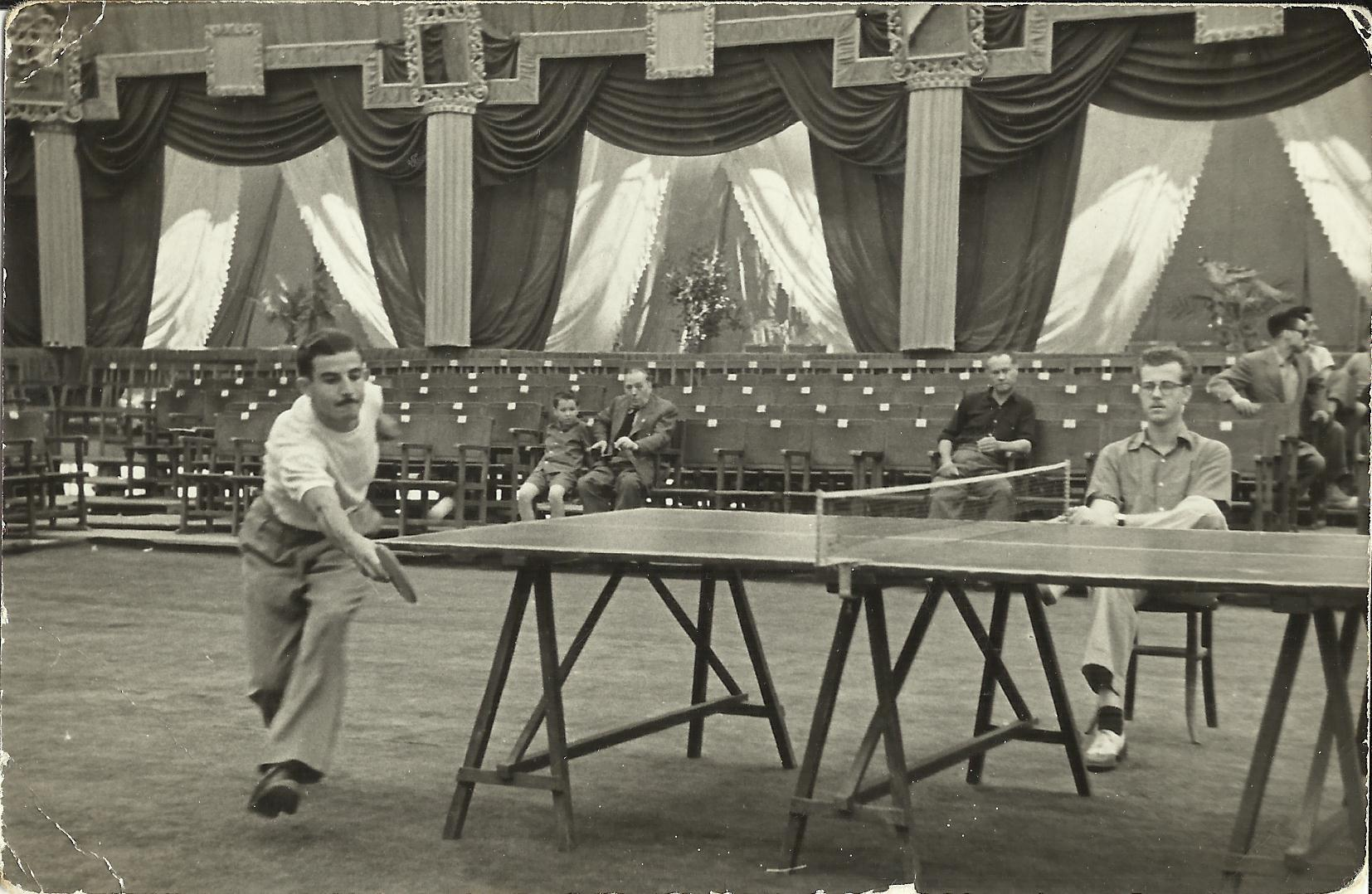
Torneig de Tennis de Taula de la Festa Major del 1954 a Badalona.

La Federació Espanyola de Tennis de Taula (FETT) es fundà el 1942 amb seu a Barcelona. Durant les dècades de 1940 i 1950 destacaren palistes com Lolita Moliner, que obtingué 25 Campionats de Catalunya i dotze d'estatals, Nacha Hospital guanyà quaranta-quatre títols catalans i estatals, i Albert Dueso trenta-sis títols. A més del 7 a 9 i el Tívoli, grans dominadors del tennis de taula català, van apareixent noves entitats com la UE Sants, l'AAA Gràcia, el CT Barcino, el CTM Barcelonès, el CD Oasis, el Club Mayda (1964), el CPP Vilafranca o la Unió Cultural Esportiva Plus Ultra (1950) de Sant Carles de la Ràpita.
L'any 1961 la federació espanyola dissolgué la federació catalana, creant quatre federacions provincials, fet que es mantingué durant vint-i-un anys. Des de la dècada de 1960 destaca la família Palés, amb Jordi Palés Garcia, amb setanta-nou títols: trenta-nou Campionats de Catalunya i Barcelona, vint-i-sis d'Espanya, tretze de Lliga i un Campionat d'Espanya internacional, el seu germà Josep Maria Palés Garcia aconseguí divuit títols catalans i disset títols estatals. Altres destacats palistes de la dècada dels 1970 foren Roberto Navarro, amb seixanta-quatre títols i Pilar Lupón amb seixanta. Durant aquests anys el tennis de taula va agafant importància fora de la capital catalana, destacant clubs com l'EPIC Terrassa (1956), Lindcolor d'Olesa (1955), CTT Ripollet (1953), CTT Sallent (1955), CTT Calella (1968), CER L'Escala (1969), l'Ademar de Girona, CT Girona, Reus Deportiu i C. Tarragoní, entre d'altres. A Barcelona capital trobem el Club 21 (1965) o la Penya Solera.

### La professionalització

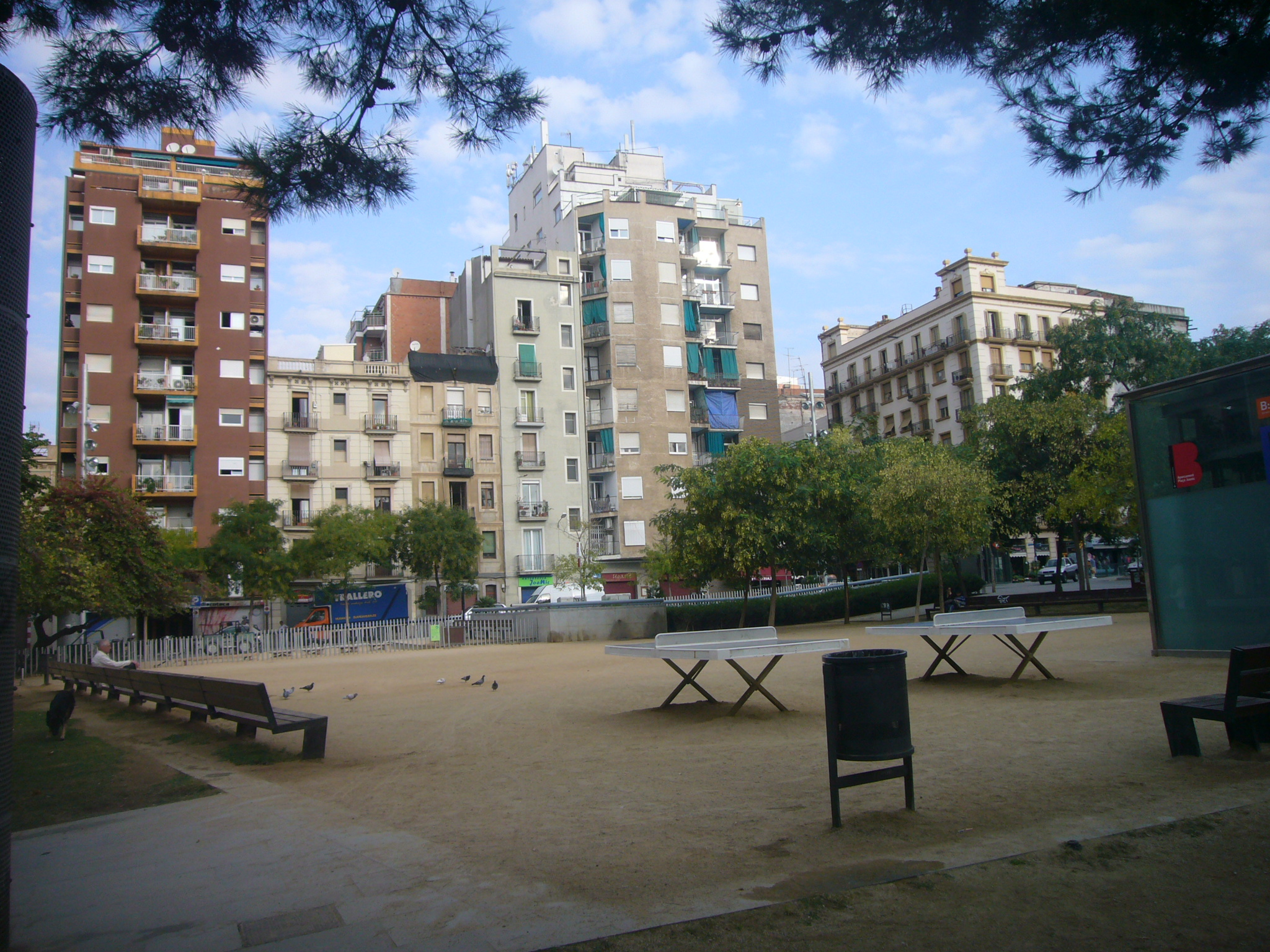
Taules de ping pong a la plaça Joanic de Barcelona.

El 27 de novembre de 1982 es restaurà la Federació Catalana de Tennis de Taula (FCTT) amb Joan Maria Tarruella de president. Es creà la Lliga Catalana i es recuperaren els Campionats de Catalunya. L'any 1978 se celebren els XXI Campionats d'Europa Juvenils a Barcelona. La temporada 1983-84 es portà a terme el I Torneig Internacional Ciutat de Barcelona, i el 1988 Barcelona fou la seu de l'Stiga World Grand Prix, una de les competicions més importants del món. El novembre de 1991 se celebrà a Barcelona la Copa del Món per equips i l'any següent els Jocs Olímpics, ambdues competicions disputades a l'estació del Nord.
En aquests anys la Penya Solera, amb Josep Maria Palés, Lluís Calvo i Salvador Moles es col·locà a dalt de tot del tennis de taula català. Josep Maria Palés Pon, fill de Jordi Palés, és la gran figura del tennis taula català del moment, guanyant un total de vuitanta-cinc títols, destacant catorze de Barcelona, catorze de Catalunya, deu de Lliga i trenta-sis d'Espanya. Palés, juntament amb Anna Maria Godés (filla de Nacha Hospital) Glòria Gauchia participaren en els Jocs de Barcelona 1992. Pel que fa a clubs, podem destacar SCR El Ciervo de Sabadell, Falcons de Sabadell, CTT Bagà (1972), CN Mataró, Vic TT (1978), ATT Premià (1985), CTT Balaguer (1990) o CTT Borges (1990).
A partir de l'any 2000 el tennis de taula esdevé cada cop més professional i molts jugadors catalans han de marxar a clubs de la resta de l'estat més poderosos econòmicament per les subvencions que disposen, o fins i tot a l'estranger. Al final dels anys noranta, es creà la Superdivisió, que constà de vuit equips masculins i vuit de femenins. No obstant la bona feina feta a la base consolida una nova fornada de jugadors, Gàlia Dvorak, Sara Ramírez, Anna Badosa, Dani Torres, Oriol Monzó i Marc Duran, els quals aconseguiren diverses medalles en campionats juvenils.
L'any 2007 la Federació Catalana organitzà la Copa del Món. La temporada 2006-07 el Fotoprix Vic femení feu una gran temporada, ja que obtingué títols estatals i catalans, i fou finalista de la Lliga Europea. Als Jocs Paralímpics de Londres (2012), Jordi Morales obtingué la medalla d'argent per equips.

## Jugadors de tennis de taula destacats
| Dècada de 1940 - Jaume Capdevila - Albert Dueso - Lolita Moliner Dècada de 1950 - Miquel Aguerri - Nacha Hospital - Martí Olivar Dècada de 1960 - Jordi Palés II - Josep Maria Palés I | Dècada de 1970 - Pilar Lupón - Robert Navarro - Montse Sanahuja - Lola Uribe Dècada de 1980 - Lluís Calvo - Salvador Moles - Josep Maria Palés III Dècada de 1990 - Glòria Gauchia - Anna Maria Godés - Mònica Weisz | Dècada de 2000 - Anna Badosa - Jessica Hernández - Oriol Monzó - Jordi Piella - Alba Prades - Dani Torres Dècada de 2010 - Gàlia Dvorak - Marc Duran - Sara Ramírez |